# Ted Heath
Ted Heath (Wandsworth, 30 maart 1902 - Virginia Water, 18 november 1969) was een Brits jazztrombonist en bigbandleider. 
Samen met zijn orkest heeft hij een honderdtal platen opgenomen, waarvan er meer dan 20 miljoen exemplaren verkocht werden.

## Biografie
Doordat zijn vader orkestleider was van de Wandsworth Borough Band, kwam Heath al op jonge leeftijd in contact met muziek. Hij speelde trombone vanaf de leeftijd van 14 jaar. Na in verschillende bands gespeeld te hebben, kreeg Heath in 1928 de kans om toe te treden tot het orkest van Bert Ambrose. Hij bleef daar tot 1936. Tijdens die periode werd hij een bekende trombonist in Groot-Brittannië. Na nog enkele jaren bij een paar andere bands gespeeld te hebben, mocht Heath in 1944 van de BBC een eigen band oprichten. Ted Heath and his Music werd officieel opgericht op D-Day 1944.
Ted Heath overleed in 1969 op 67-jarige leeftijd.

## Discografie (onvolledig)
- All Time Top Twelve
- A Salute to Glenn Miller
- At Carnegie Hall
- Beatles, Bach and Bacharach
- Big Band Bash
- Big Band Blues
- Big Band Dixie Sound
- Big Band Percussion
- Big Band Spirituals
- Big Band Themes Remembered
- First American Tour
- Gershwin For Moderns
- Heath vs Ros
- Hits I Missed
- Kern For Moderns
- My Very Good Friends the Bandleaders
- Rodgers For Moderns
- Salutes Tommy Dorsey and Benny Goodman
- Shall We Dance
- Swing Is King
- Ted Heath Plays Al Jolson Classics
- Ted Heath Salutes the Duke
- Ted Heath Swings in Hi-Fi
- The Great American Songbook
- The Sound of Music
- West Side Story and other Great Broadway Hits

- Biblioteca Nacional de España: XX1560779
- Bibliothèque nationale de France: cb13895075x (data)
- Gemeinsame Normdatei: 122466217
- International Standard Name Identifier: 0000 0000 7357 3716
- Library of Congress Control Number: nr88003393
- Nationale Bibliotheek van Letland: 000039145
- MusicBrainz: d9472394-3898-4fda-8023-8e23fe04807d
- Nationale Bibliotheek van Tsjechië: xx0022688
- SNAC: w6571zn8
- Système universitaire de documentation: 158542592
- Museum of New Zealand Te Papa Tongarewa: 21216
- Trove: 1168610
- Virtual International Authority File: 24787335
- WorldCat: E39PBJB8xwFGXYRQCFpgBy9Yyd